# Superhero
Superhero är ett livealbum med komikern Stephen Lynch utgivet 2002.

## Låtlista
1. "Talk to Me" - 3:20
2. "Dr. Stephen" - 2:11
3. "Priest" - 4:29
4. "Country Love Song" - 2:11
5. "Superhero " - 8:57
6. "What if That Guy From Smashing Pumpkins Lost His Car Keys?" - 0:52
7. "Mothers Day" - 1:07
8. "Taxi Driver" - 1:28
9. "For the Ladies" - 1:24
10. "Grandfather" - 2:36
11. "Bowling Song (Almighty Malachi, Professional Bowling God)" - 5:00
12. "She Gotta Smile" - 2:57
13. "Best Friends Song" - 2:02
14. "D and D" - 2:46
15. "Down to the Old Pub Instead" - 3:13